# Neighbors from Hell
Neighbors from Hell (2010) – amerykański serial animowany stworzony przez Pam Brady. Wyprodukowany przez 20th Century Fox Television, Bento Box Entertainment i MoonBoy Animation.
Światowa premiera serialu miała miejsce 7 czerwca 2010 roku na antenie TBS. Ostatni odcinek serialu został wyemitowany 26 lipca 2010 roku. W Polsce premiera serialu odbyła się 25 kwietnia 2012 roku na kanale Fox.

## Opis fabuły
Serial opowiada o rodzinie Hellmanów, którzy na pierwszy rzut oka wyglądają jak typowa amerykańska rodzina. W rzeczywistości są jednak wysłannikami piekieł, przybyłymi na ziemię, by powstrzymać odwierty, które zagrażają królestwu szatana.

## Obsada
- Will Sasso – Balthazor Hellman
- Molly Shannon – Tina Hellman
- Patton Oswalt – Pazuzu
- Kyle McCulloch – 
  - Vlaartark Mimlark,
  - Chevdet Tevetoglu
- Tracey Fairaway – Mandy Hellman
- David Soren – Josh Hellman
- Kurtwood Smith – Don Killbride
- Dina Waters – Marjoe Saint Sparks
- Steve Coogan – Szatan
- Mimi Rogers – Lorelai Killbride
- Eric Christian Olsen – Wayne Killbride
- Elvis Rainer – Jacob Manile

## Spis odcinków
| Światowa premiera | Polska premiera | N/o | Angielski tytuł                     |
| ----------------- | --------------- | --- | ----------------------------------- |
|                   |                 |     |                                     |
| SERIA PIERWSZA    |                 |     |                                     |
|                   |                 |     |                                     |
| 07.06.2010        | 25.04.2012      | 01  | Snorfindesdrillsalgoho              |
|                   |                 |     |                                     |
| 14.06.2010        | 02.05.2012      | 02  | Country Club Hell                   |
|                   |                 |     |                                     |
| 21.06.2010        | 02.05.2012      | 03  | Gay Vampire Mexican                 |
|                   |                 |     |                                     |
| 28.06.2010        | 09.05.2012      | 04  | Screw the EPA                       |
|                   |                 |     |                                     |
| 05.07.2010        | 09.05.2012      | 05  | Family from Hell                    |
|                   |                 |     |                                     |
| 12.07.2010        | 16.05.2012      | 06  | Guns for Mutts                      |
|                   |                 |     |                                     |
| 12.07.2010        | 16.05.2012      | 07  | Robert the Insult Weight Loss Robot |
|                   |                 |     |                                     |
| 19.07.2010        | 23.05.2012      | 08  | Wolf Power                          |
|                   |                 |     |                                     |
| 19.07.2010        | 23.05.2012      | 09  | Attila the Rascal                   |
|                   |                 |     |                                     |
| 26.07.2010        | 30.05.2012      | 10  | Fantastic 15                        |
|                   |                 |     |                                     |